# Нафтуся

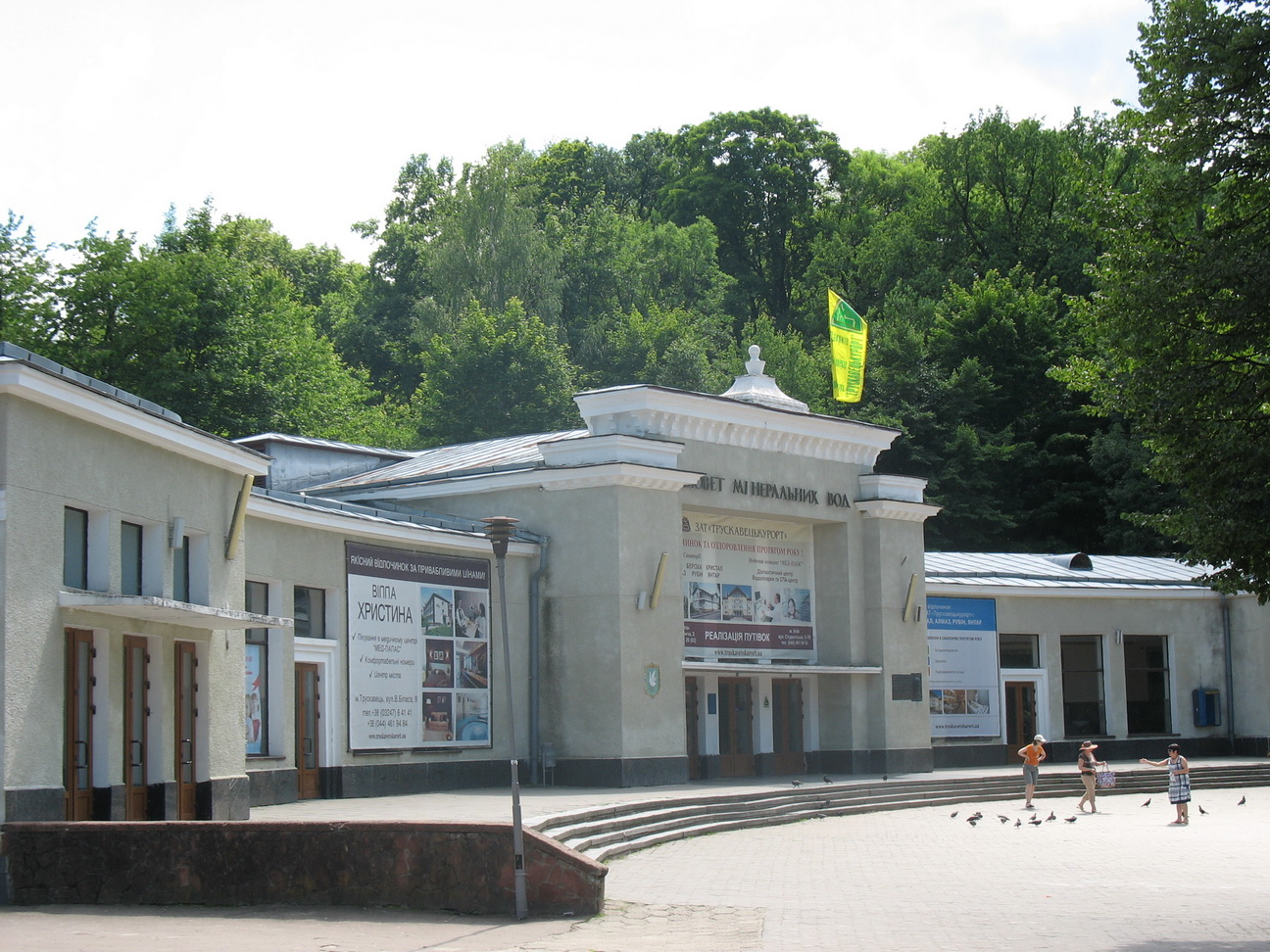
Бювет мінеральних вод № 1 у місті Трускавці

«Нафту́ся» — найвідоміша мінеральна вода Трускавця. Аналогів «Нафтусі» немає за межами України.

## Утворення та розташування

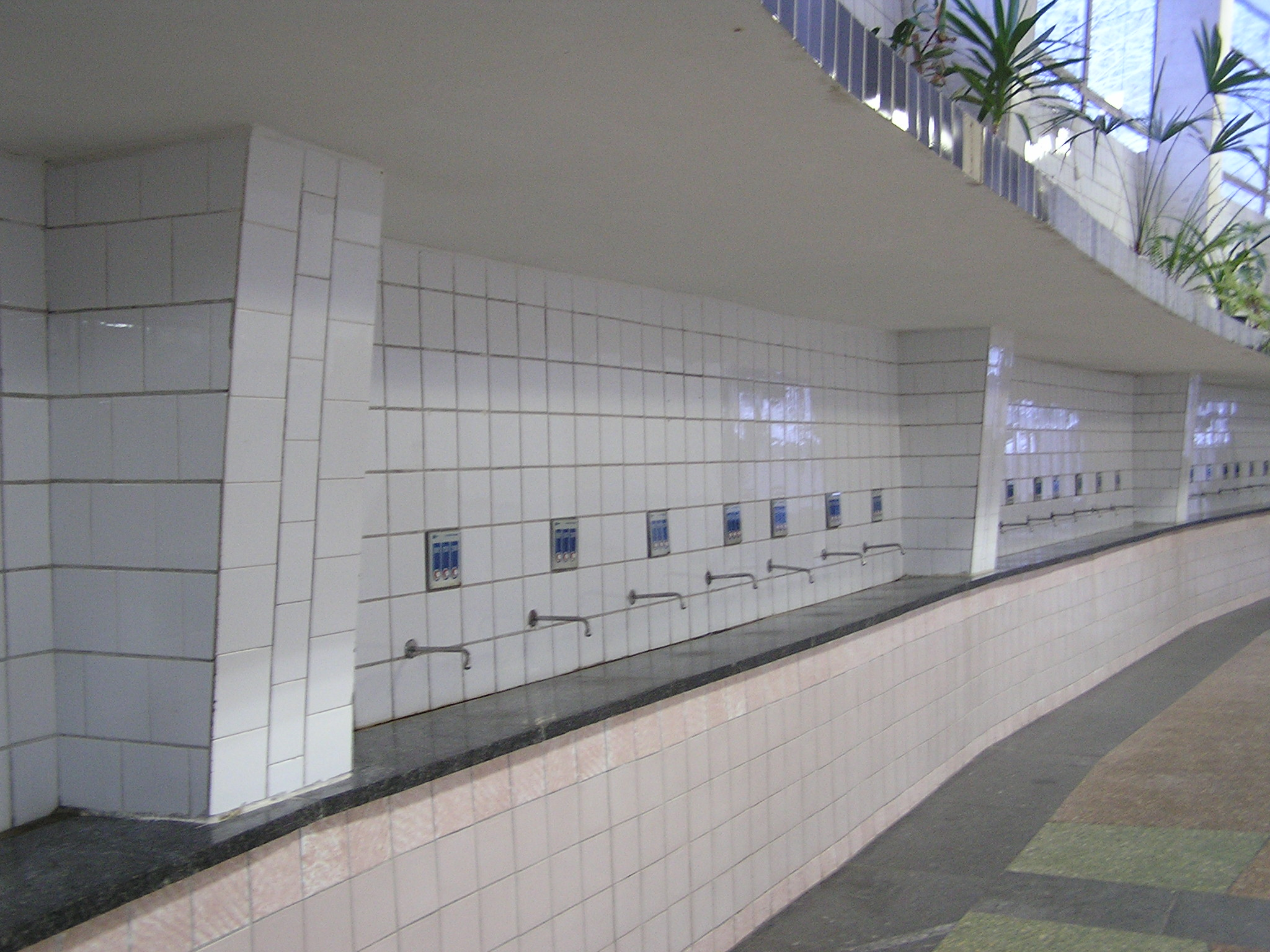
Бювет мінеральних вод № 1, вигляд з середини

Мінеральна лікувальна вода «Нафтуся» утворюється завдяки атмосферним опадам, а також талій воді від снігопадів, що проникають крізь верхні шари ґрунту з високим вмістом органічних речовин і на глибині 50 м утворюють водоносні горизонти. Тому запаси «Нафтусі» та інших мінеральних вод є невичерпні, оскільки дощ і сніг не можуть припинитися назавжди.
Геологічна область мінеральної води «Нафтуся» розміщена у внутрішній зоні Передкарпатського прогину та скибовій зоні Карпат. Джерелом утворення води є флішові менілітові сланці. Їх вміст у кернах свердловин досягає 20 %, у приповерхневій зоні розвитку мінеральної води — 8-15 %. Найбагатші родовища Карпатської області — Трускавецьке, експлуатаційні запаси якого становлять понад 100 м3/добу, та Верхньосиневидське — близько 250 м3/ добу. У Карпатському регіоні ряд проявів мінеральної води типу «Нафтуся» знайдено в Івано-Франківській, Львівській, Чернівецькій областях, а їхні загальні експлуатаційні запаси оцінюються майже 200 м3/добу.

## Видобуток

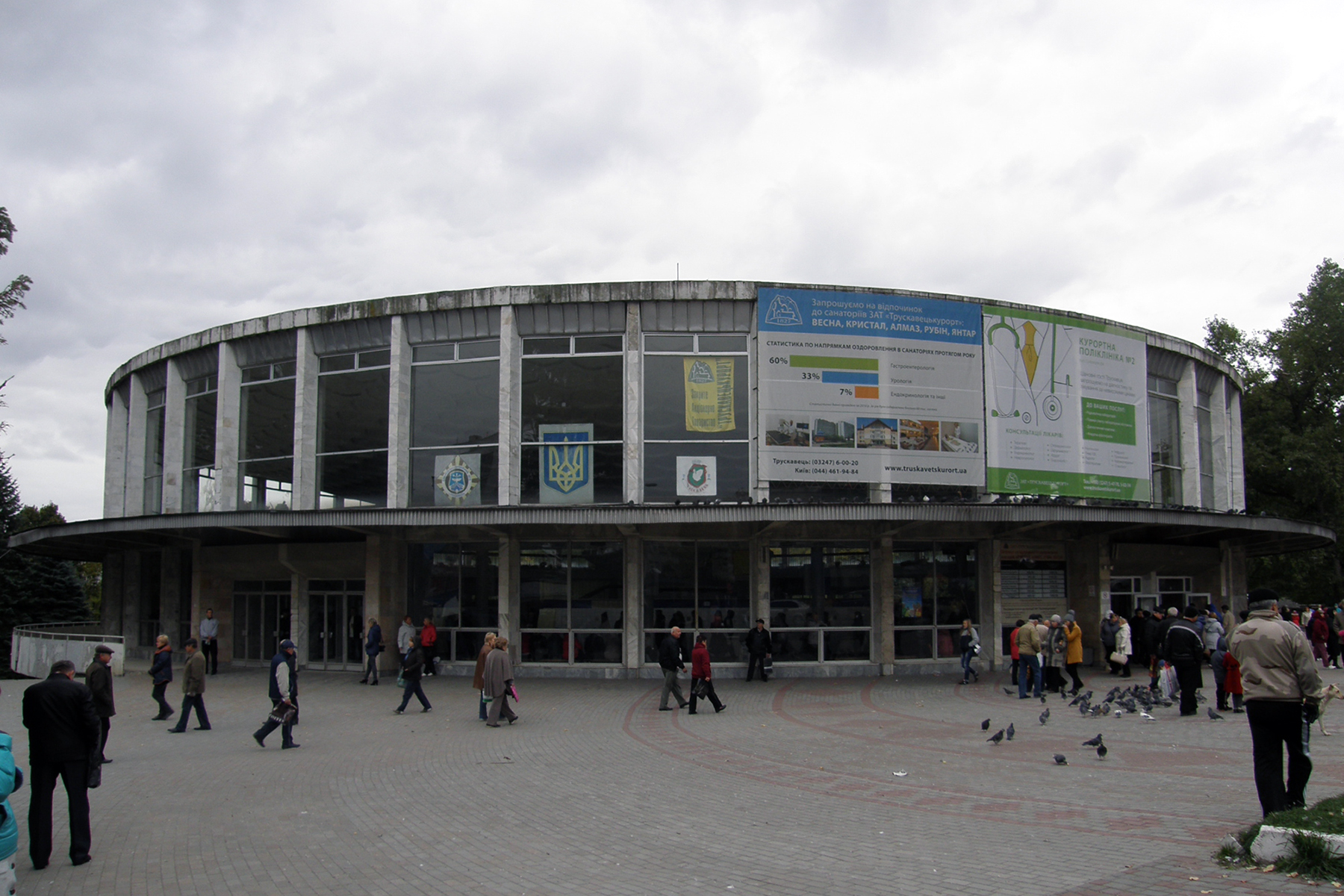
Бювет № 2 у місті Трускавці

Родовище «Нафтусі» залягає на площі 0,6 га у центрі міста Трускавець. Станом на 2007 року було 9 свердловин на невеликій території південно-східного схилу «Курортної Балки»..

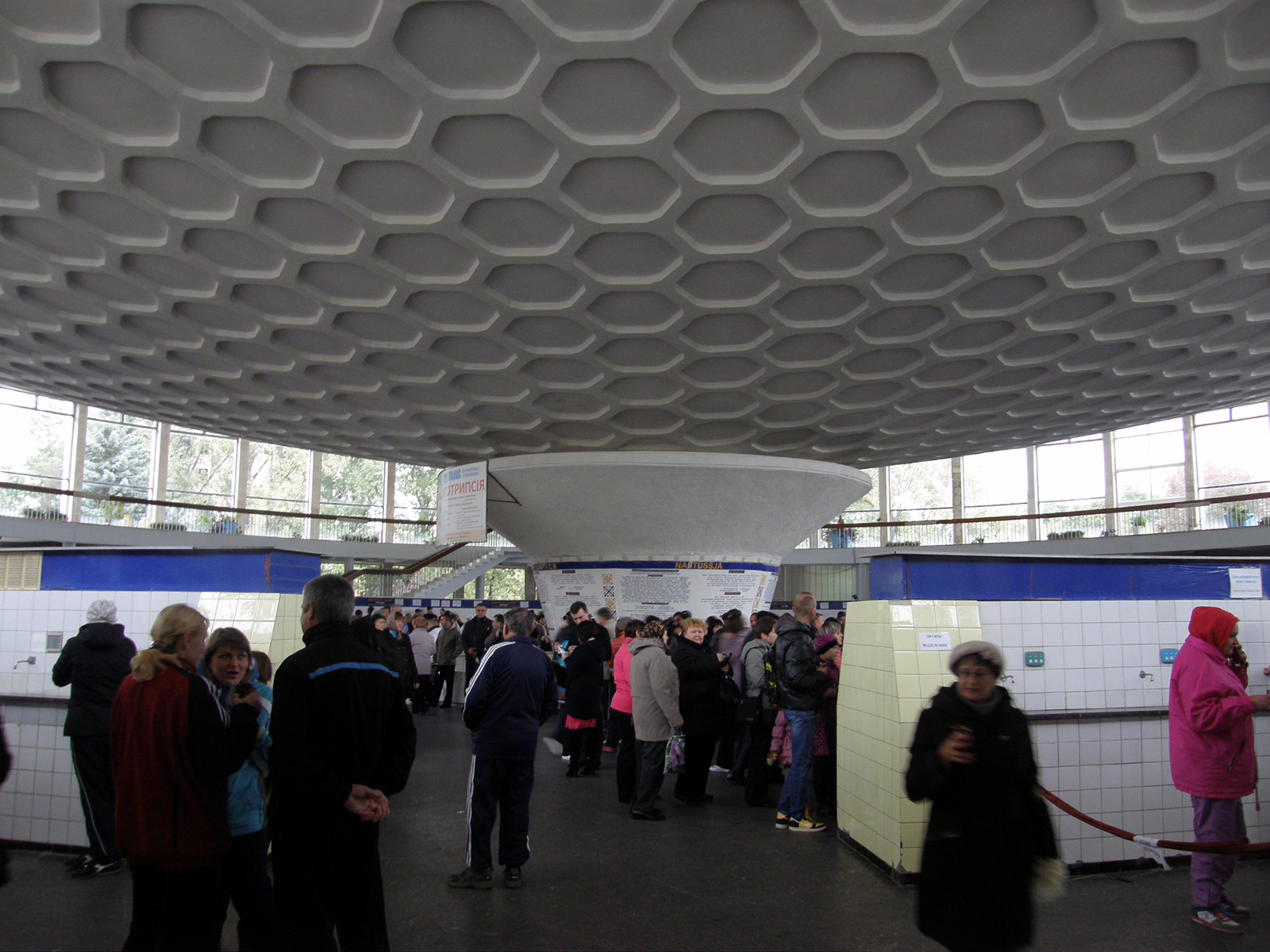
інтер'єр бювету № 2

Мінеральна вода «Нафтуся» видобувається на однойменному родовищі «Нафтуся» в центрі міста. Експлуатаційні запаси затверджені у ДКЗ 1973 року в кількості 47,2 м3/добу. Постійно експлуатуються 4 свердловини: № 1-НО, № 8-НО, № 17-Н, № 21, інші — резервні (періодично працюють) і використовуються, як спостережні. Еталоном мінеральної води «Нафтуся», для різноманітних досліджень, є свердловина № 21-Н, яка пройдена в 1963 році південніше джерела «Нафтуся» № 1 на глибину 17,8 м.
Сучасний середньодобовий видобуток «Нафтусі» складає 11,1 м3/добу, максимальний — до 15-18 м3/добу буває у липні—серпні.
Води джерел № 1,2,3, — води високої (6-49 г/дм3) мінералізація хлоридного, сульфатно-хлоридного натрієвого складу. Затверджені запаси їх становлять 14,8 м3/добу. Технологічною схемою розробки родовища передбачено змішування видобутих солоних вод з прісною водою (мінералізація до 0,8 г/дм3) у співвідношеннях, які забезпечують мінералізацію підготовлених вод у 5 (вода джерела № 1), 10 (вода джерела № 2) і 15 (вода джерела № 3) г/дм3.

## Історія

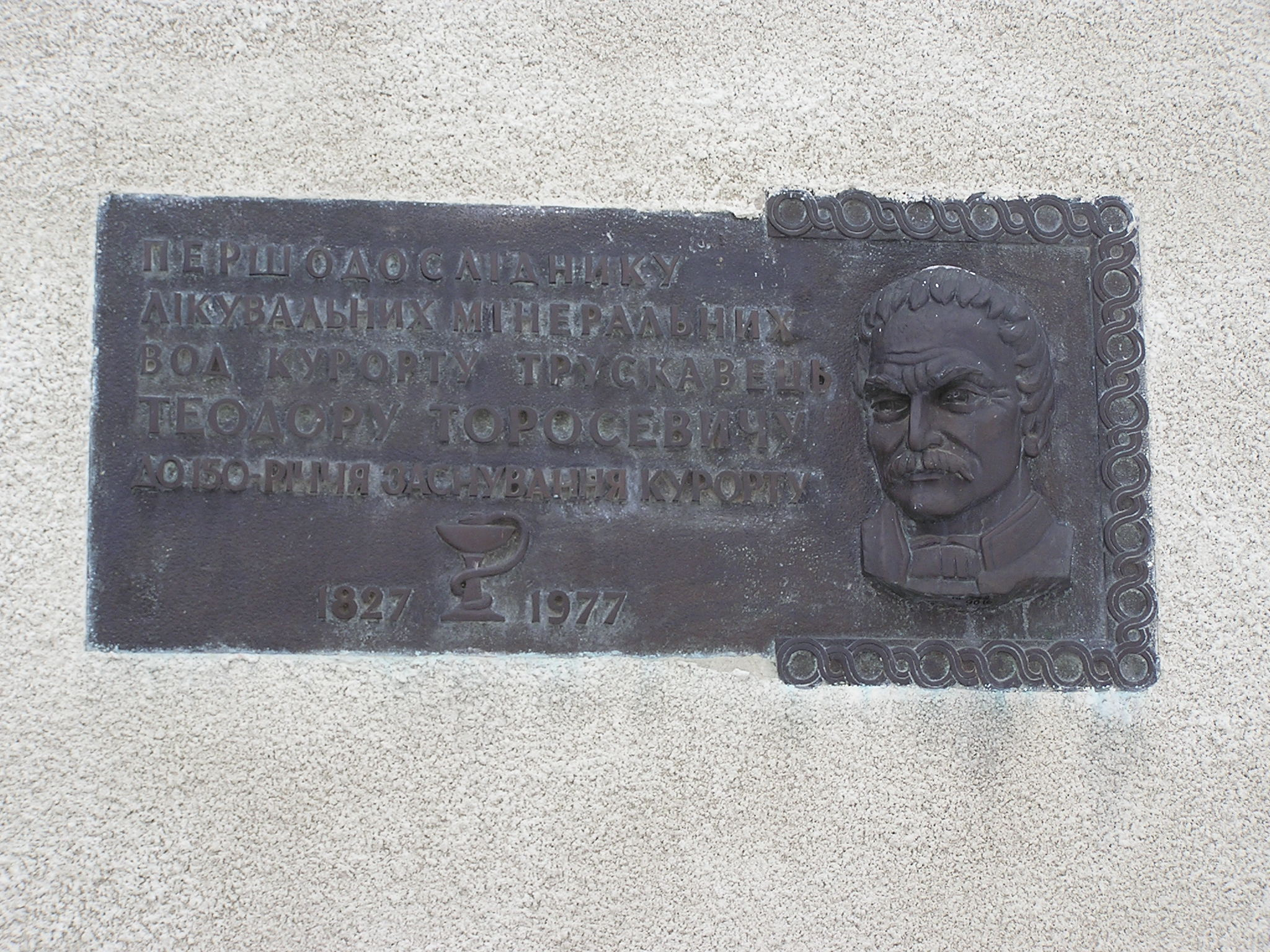
Пам'ятна таблиця Т. Торосевичу на Бюветі мінеральних вод № 1

Перші хімічні аналізи води «Нафтуся» зробив у 1835-1836 роках львівський фармацевт Теодор Торосевич, який науково обґрунтував її використання з лікувальною метою. Опис її він дав, зокрема, у своїй брошурі «Мінеральні джерела в Галичині та Буковині» (1849).
1880-1881 — Б. Родзишевський зробив новий хімічний аналіз мінерального джерела «Нафтуся».
Починаючи з 1972 року були організовані комплексні гідрогеологічні, хіміко-фізіологічні та мікробіологічні дослідження, започатковані лікарями Трускавця, експедиціями геологічної служби, Трускавецькою гідрорежимною станцією, інститутами НАН України — геологічних наук, фізіології ім. О. О. Богомольця, експериментальної патології, онкології і радіобіології ім. Р. Є. Кавецького, Центральним інститутом курортології та фізіотерапії (Москва), Одеським НДІ курортології. Відтоді вивчення мінеральної води типу «Нафтуся» на основі сучасної аналітичної бази набуло прискореного розвитку.

## Хімічний склад Нафтусі
Неорганічні компоненти (мг/л): гідрокарбонати (440—450); сульфати (57-58); кальцій (104—110); магній (35-45); натрій (3-5); хлор (15-20); калій (2-6); сірководень (0,5-1); органічні сполуки (мг/л): вуглець органічний (6-12); азот органічний (0,07-0,1); летючі органічні речовини (0,16-0,3); нелетючі органічні речовини (0,47-2,3); бітуми: а).масла (0,16-4,1); б).смоли (0,09-1,2); в).асфальтени (0,07-0,7). Таким чином, загальна мінералізація не перевищує, 0,8 г/л; pH=7,0-7,2;Eh=від -70 до +446 мВ [джерело?].

## Опис
Гідрокарбонатна магнієво-кальцієва слабомінералізована мінеральна вода з високим вмістом органічних речовин нафтового походження. Має специфічний присмак і легкий запах нафти, особливо відчутний для тих, хто вживає воду вперше (саме звідси пішла назва лікувальної води).
Процентний вміст органічних речовин у водах відомих європейських курортів набагато менший, ніж у лікувальній «Нафтусі» Трускавецького родовища. Середня густина органічних речовин нафтового походження «Нафтусі» — 23,1 г/л. Для порівняння — середня густина органічних речовин у мінеральних водах Баден-Бадена — 0,6 г/л, Вісбадена — 1,2 г/л, Бад-Кіссінґена — 3,1 г/л, Ціхоцінека — 5,7 г/л.
«Нафтуся» є продуктом унікального підземного біотехнологічного процесу трансформації пластових бітумів за участю автохтонних мікроорганізмів у водорозчинні органічні сполуки, якими насичується інфільтрована атмосферна вода.

## Властивості
Біологічно активні речовини «Нафтусі» належать до адаптогенів, здатні суттєво підвищувати імунний статус організму. Ненасичені жирні кислоти, присутні в «Нафтусі», забезпечують антиоксидантний, антисклеротичний ефект.
«Нафтуся» сприяє ліквідації запальних процесів в органах та тканинах, стимулює виведення дрібних камінців, піску з нирок, жовчного міхура, сечо- та жовчовивідних шляхів, нормалізує обмін речовин, діяльність шлунково-кишкового тракту, підшлункової залози, захищає і відновлює печінкові клітини, а також виводить з організму радіонукліди та шлаки. Мінеральна вода також має сечогінну, жовчогінну, знеболюючу дію, знімає запальний процес в нирках, сечових і жовчних шляхах, печінці, кишечнику.
Особливість «Нафтусі» — її лікувальні властивості втрачаються при контакті з повітрям, тому пити її потрібно тільки біля бювету.

## Лікування
Лікування «Нафтусею» призначає лікар за наявності захворювань нирок і сечовивідних шляхів (сечокам'яна хвороба, пієлонефрит, цистит, природжені аномалії, простатит), захворювань органів травлення (хронічний гепатит, коліт, дискінезія кишечника, жовчнокам'яна хвороба, панкреатит, холецистит), захворювання обміну речовин (цукровий діабет, ожиріння і зайва вага).
Також «Нафтусею» лікуються хворі з проблемами опорно-рухового апарату, серцево-судинною і периферичною нервовою системами.